# Terry&SLANG
Terry&SLANG（テリー＆スラング）は日本のロックンロール、ロカビリーバンド。
ロカビリーをベースに、様々なジャンルのエッセンスを取り入れた楽曲と、派手なステージングで「ロッキン・エンターテイメント」を標榜している。

## 概要
2001年結成。
東京都内を中心にライヴハウスで活躍。
2003年5月5日、「ハイブリッドロカビリー」のキャッチフレーズでCDデビュー。
根底にロカビリースピリッツを持ちながら、ロック、カントリー、パンク、ブルース、歌謡曲など、さまざまな音楽を独自に解釈し、エネルギッシュなステージングを展開する「ロッキン・エンターテイメント」を提唱している。

シンガー、ショットガン・テリー（SHOTGUN TERRY 文筆業での名義はテリー下沢）、ギター、ジャンリュック・クララベル、ウッドベース、ロッキン・エイト→シンイチ・ロッカー、ドラムス、ナント・キングコール→トリプルセブン・モータウン。
(オリコン芸能人事典参照）
https://www.oricon.co.jp/prof/366606/
ショットガン・テリーと、後期のサポートメンバーのシーマ・ベアは、ジャグビリーユニット「テリー＆ベアーズ」としても活動中。

## 作品
- テリー＆スラング登場！（2003年）
- テリー＆スラング再登場！(2005年）
- ライヴロックショウ（2006年）
- 放浪列車はまだ止まらない（2012年）

## テリー＆スラング以外のショットガン・テリー、ジャンリュック・クララベル作曲作品
- テレビ番組  ECWアワーテーマ（ファイティングTVサムライ番組）
- ビデオテーマ、BGM   カルガリースタンピードレスリング（Spike）   ECWベアリーリーガル（東芝EMI）   リビングレジェンド・テリーファンク（東芝EMI）   ECW初級編、中級編、サブゥー編（ビームエンターテイメント）その他
- CD

　 WESTLE,DRINK,ROCKNROLL（超プロレス的ロックバンドPOWER SLAM）

## 著書（テリー下沢）
- 伝説の画家南村喬之の世界　大恐竜画報　北辰堂出版　2015年
- 伝説の画家南村喬之の世界　空の勇者ゼロ戦大画報　北辰堂出版　2015年
- 伝説の画家南村喬之の世界　太平洋戦争大画報　北辰堂出版　2015年
- 昭和アニメソングベスト100　北辰堂出版　2016年
- 『あしたのジョー』とその時代　北辰堂出版　2016年（執筆協力）
- 不滅の昭和歌謡　北辰堂出版　2017年（執筆協力）